# ليزمور
ليزمور (بالإنجليزية: Lismore, New South Wales)‏ هي مدينة، تتبع نيوساوث ويلز، بلغ عدد سكانها 3579  نسمة، في 9 أغسطس 2016، رمزها البريدي هو 2480.

## المناخ
يظهر الجدول التالي التغييرات المناخية على مدار السنة لليزمور:
| البيانات المناخية لـليزمور                       | البيانات المناخية لـليزمور | البيانات المناخية لـليزمور | البيانات المناخية لـليزمور | البيانات المناخية لـليزمور | البيانات المناخية لـليزمور | البيانات المناخية لـليزمور | البيانات المناخية لـليزمور | البيانات المناخية لـليزمور | البيانات المناخية لـليزمور | البيانات المناخية لـليزمور | البيانات المناخية لـليزمور | البيانات المناخية لـليزمور | البيانات المناخية لـليزمور |
| الشهر                                            | يناير                      | فبراير                     | مارس                       | أبريل                      | مايو                       | يونيو                      | يوليو                      | أغسطس                      | سبتمبر                     | أكتوبر                     | نوفمبر                     | ديسمبر                     | المعدل السنوي              |
| ------------------------------------------------ | -------------------------- | -------------------------- | -------------------------- | -------------------------- | -------------------------- | -------------------------- | -------------------------- | -------------------------- | -------------------------- | -------------------------- | -------------------------- | -------------------------- | -------------------------- |
| الدرجة القصوى °م (°ف)                            | 43.4 (110.1)               | 42.8 (109.0)               | 37.2 (99.0)                | 35.6 (96.1)                | 30.6 (87.1)                | 28.1 (82.6)                | 28.9 (84.0)                | 32.7 (90.9)                | 37.2 (99.0)                | 39.8 (103.6)               | 42.2 (108.0)               | 40.6 (105.1)               | 43.4 (110.1)               |
| متوسط درجة الحرارة الكبرى °م (°ف)                | 29.9 (85.8)                | 29.1 (84.4)                | 27.9 (82.2)                | 25.7 (78.3)                | 22.6 (72.7)                | 20.2 (68.4)                | 19.9 (67.8)                | 21.5 (70.7)                | 24.4 (75.9)                | 26.6 (79.9)                | 28.2 (82.8)                | 29.7 (85.5)                | 25.5 (77.9)                |
| متوسط درجة الحرارة الصغرى °م (°ف)                | 18.8 (65.8)                | 18.8 (65.8)                | 17.4 (63.3)                | 14.2 (57.6)                | 10.9 (51.6)                | 8.5 (47.3)                 | 6.5 (43.7)                 | 7.2 (45.0)                 | 9.9 (49.8)                 | 13.2 (55.8)                | 15.8 (60.4)                | 17.8 (64.0)                | 13.2 (55.8)                |
| أدنى درجة حرارة °م (°ف)                          | 11.6 (52.9)                | 11.8 (53.2)                | 10.0 (50.0)                | 5.0 (41.0)                 | 1.1 (34.0)                 | −1.0 (30.2)                | −3.5 (25.7)                | −2.0 (28.4)                | −0.3 (31.5)                | 2.8 (37.0)                 | 6.1 (43.0)                 | 7.8 (46.0)                 | −3.5 (25.7)                |
| معدل هطول الأمطار مم (إنش)                       | 155.4 (6.12)               | 183.6 (7.23)               | 188.4 (7.42)               | 129.2 (5.09)               | 115.3 (4.54)               | 97.0 (3.82)                | 80.3 (3.16)                | 54.9 (2.16)                | 50.4 (1.98)                | 73.2 (2.88)                | 94.1 (3.70)                | 121.3 (4.78)               | 1٬343٫1 (52.88)            |
| متوسط الأيام الممطرة (≥ 0.2mm)                   | 12.9                       | 13.9                       | 15.6                       | 12.5                       | 11.6                       | 9.5                        | 8.3                        | 7.5                        | 7.4                        | 9.0                        | 10.0                       | 11.4                       | 129.6                      |
| Average afternoon رطوبة نسبية (%)                | 58                         | 61                         | 60                         | 58                         | 59                         | 56                         | 51                         | 46                         | 45                         | 50                         | 51                         | 55                         | 54                         |
| المصدر #1: Bureau of Meteorology                 |                            |                            |                            |                            |                            |                            |                            |                            |                            |                            |                            |                            |                            |
| المصدر #2: For February record high: Weatherzone |                            |                            |                            |                            |                            |                            |                            |                            |                            |                            |                            |                            |                            |

## مدن توأم
المدن التوأم:
- ياماتوتاكادا، نارا
- أو كلير
- Lismore, County Waterford [الإنجليزية]‏.

## أعلام
- جي والاس
- مايا ميتشيل
- دين إنغهام
- جاك أهيرن
- كرايغ فوستر
- بيتريا توماس